# Edward Joseph Kelly
Pour les articles homonymes, voir Kelly.
Edward Joseph Kelly (né le 1er mai 1876 à Chicago - mort le 20 octobre 1950 dans cette même ville) était un ingénieur et homme politique américain, membre du Parti démocrate. Il fut le 46e maire de Chicago entre 1933 et 1947.

## Biographie
Edward Joseph Kelly est né dans une famille d'origine irlandaise et de confession catholique. Son père Stephen était un policier et sa mère Helen (née Lang) Kelly était secrétaire. Des cinq maires de Chicago originaires du secteur de Bridgeport et tous d'origine irlandaise (Martin H. Kennelly, Richard J. Daley, Richard M. Daley et Jane Byrne, première femme maire de Chicago), Edward Joseph Kelly fut le premier à accéder à la mairie. Il n'a pas terminé le lycée mais est entré dans le monde du travail à l'âge de dix ans.
Kelly était l'ingénieur en chef du district sanitaire de Chicago (Chicago Sanitary District) dans les années 1920. Il a été parrainé par Patrick Nash, le propriétaire d'une entreprise d'égouts qui travaillait en collaboration avec la ville de Chicago. Nash a fait des millions de dollars de chiffre d'affaires avec la municipalité.
Kelly fut marié à Mary E. Roche, sa première épouse, en 1910 mais décéda à la suite de complications en 1918. Il rencontre sa seconde épouse, Margaret E. Kirk, en 1922 avec laquelle il se marie. Ensemble, ils ont eu quatre enfants.

## Carrière politique
À la suite de l'assassinat du maire Anton Cermak, Kelly a été choisi par son ami, Patrick Nash, président du Parti démocrate du comté de Cook, pour être candidat à l'hôtel de ville de Chicago, avec le soutien des démocrates lors du vote du conseil municipal pour succéder à Cermak.
Kelly était maire de Chicago lors de l'Exposition universelle de 1933 (Century of Progress) durant la période de la Grande Dépression. L'exposition attira 48 469 227 visiteurs.
En 1937, la ville a reçu une subvention et un prêt de la Work Projects Administration, agence fédérale instituée dans le cadre du New Deal, afin d'améliorer et d'étendre le métro de la ville, notamment avec la construction du tronçon appelé State Street Subway. Kelly a obtenu un autre financement de la Work Projects Administration pour des projets tels que la rénovation de l'aéroport international Midway de Chicago et l'amélioration des routes.
En 1947, le maire démocrate d'origine irlandaise Martin H. Kennelly lui succède à l'hôtel de ville de Chicago.

## Fin de vie
Kelly meurt en 1950 dans sa résidence de Chicago à l'âge de 74 ans. Il est enterré au cimetière de Calvary, un cimetière catholique de la ville de Evanston, juste au nord de Chicago. Il est l'un des rares maires de Chicago à être inhumé dans un cimetière situé hors de la ville.

## Sources
- "Edward J. Kelly: Life as Mayor, Builder, Power", Chicago Daily Tribune, October 21, 1950, p. 4.
- "Edward Kelly Rites Tuesday in Cathedral", Chicago Daily Tribune, October 21, 1950, p. 1.
- Evans, Arthur. "Edward J. Kelly New Mayor", Chicago Daily Tribune, April 14, 1933, p. 1.
- Grossman, James R., Ann Durkin Keating and Janice L. Reiff, editors. Encyclopedia of Chicago. University of Chicago Press, 2004.